# Bibliothèque et Archives nationales du Québec

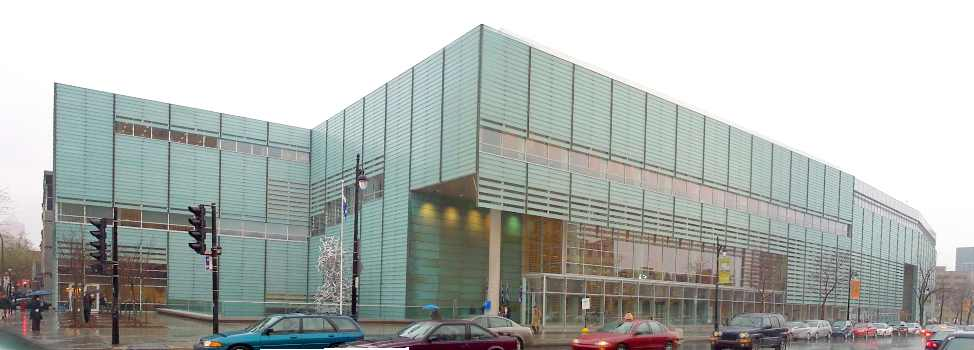
Grande bibliothèque du Québec

Die Bibliothèque et Archives nationales du Québec (BAnQ) ist die Nationalbibliothek Québecs und befindet sich in Montreal. Sie ist als Crown Corporation organisiert und hat laut Gesetz B-2.2, An Act respecting the Bibliothèque nationale du Québec, die Aufgabe:

“to assemble, preserve permanently and disseminate Quebec’s published documentary heritage together with any related document of cultural interest, and documents relating to Quebec that are published outside Quebec“, as well as „to offer democratic access to Quebec’s national documentary heritage, culture and knowledge and to act as catalyst in relation to Quebec documentary institutions, thus contributing to the personal development of citizens”

Die BNQ erhält ungefähr 16 Millionen Dollar jährlich für die Finanzierung und ist per Gesetz verpflichtet, freien Zugang zu allen Sammlungen zu gewähren.
Sie wurde am 12. August 1967 gegründet, dank der Sammlung und des Vermögens der Bibliothèque Saint-Sulpice, welche 1910 gegründet wurde. Der Hauptteil der Sammlung und daran anlehnende Arbeiten sind immer noch im historischen Beaux-Arts-Gebäude der alten Saint-Sulpice-Bibliothek zu finden, 1915 in der Rue Saint-Denis, im Zentrum von Montreal errichtet. Trotzdem befinden sich die meisten der 240.000 Bücher der Sammlung im Hauptbüro und Konservierungscenter, welches 1997 in den Gebäuden einer stillgelegten Firma in der Rue Holt in Rosemont in der Nachbarschaft Montreals eröffnet wurde. Eine zusätzliche Sammlung von mehr als 55.000 Regierungs-Publikationen ist hauptsächlich in der Rue de l’Esplanade untergebracht, gegenüber dem Parc de Mont-Royal.
Die meisten dieser Dokumente, zusammen mit den Sammlungen der Zentralbibliothek Montreals Öffentlicher Bibliotheken, sind nach einer Vereinbarung zwischen diesen beiden Institutionen zusammengeführt in dem neuen Gebäude der Grande bibliothèque du Québec (GBQ), welches am 23. April 2005 gleichzeitig zum Welt Buch and Copyright Tag eröffnet wird. Diese neue Bibliothek, ein 90,6 Millionen Dollar Projekt von Patkau aus Vancouver, British Columbia und Croft-Pelletier/Gilles Guité aus Québec, befindet sich seit 2001 im Bau, und wird circa 4 Millionen Dokumente enthalten, darunter eine Million Bücher, nun leichter zugänglich für die allgemeine Öffentlichkeit. Die GBQ wird sich an der Boulevard de Maisonneuve befinden, im Herzen des Campuses der Université du Québec à Montréal.
Eine weitere Aufgabe der BNQ ist es seit 1979 ISBN zu registrieren, die in der ersten Gruppe eine Zwei enthalten für alle französischen Publikationen in Kanada und allen nicht-englischen Publikationen in Québec. Um die Verwendung der ISBN zu fördern hat die Regierung die örtlichen Umsatzsteuern für alle Publikationen, die eine ISBN seit 1991 haben, abgeschafft. Die BNQ gibt seit 1696 auch eine monatliche Bibliographie heraus, ebenso eine umfangreiche, 26-bändige Bibliographie, die den Zeitraum zwischen 1821 und 1967 umfasst, als das Pflichtexemplar eingeführt wurde.
Die Präsidentin und Generaldirektorin der Bibliothèque nationale du Québec ist Lise Bissonnette, eine anerkannte Autorin und Journalistin. Ihr sind vier Generaldirektoren unterstellt:
- Claude Fournier, Bestandserhaltung (inklusive Erwerbung)
- Hélène Roussel, Diffusion (inklusive Katalogisierung)
- Robert St-Jean, Informationstechnologie
- Monique Goyette, Verwaltung